# 卡里索洛
卡里索洛（義大利語：Carisolo），是意大利特伦托自治省的一个市镇。总面积24平方公里，人口958人，人口密度39.9人/平方公里（2009年）。ISTAT代码为022042。

## 友好城市
- 德国 道恩（2004年）